# فيرديناند داوتشيك
فيرديناند داوتشيك (30 مايو 1910 – 14 نوفمبر 1986) لاعب كرة قدم تشيكوسلوفاكي راحل كان يجيد اللعب في خط الدفاع .
لعب طوال مسيرته الرياضية في أندية سلوفان براتيسلافا (1928-1933) وسلافيا براغ (1933-1942).
مثل منتخب تشيكوسلوفاكيا 15 مباراة (1931-1938) كما مثل منتخب سلوفاكيا في مباراة دولية واحدة في 1942. شارك مع منتخب تشيكوسلوفاكيا في بطولتي كأس العالم 1934 في إيطاليا حيث احتل المركز الثاني و1938 في فرنسا.
قام بتدريب أندية سلوفان براتيسلافا (1942-1946) منتخب سلوفاكيا (1942-1944) منتخب تشيكوسلوفاكيا (1948) سلوفان براتيسلافا (1948) منتخب المجر (1949-1950) برشلونة (1950-1954) أتلتيك بيلباو (1954-1957) أتلتيكو مدريد (1957-1959) بورتو (1959-1960) ريال بتيس (1960-1962) ريال مورسيا (1963-1964) إشبيلية (1964-1965) ريال سرقسطة (1966-1967) تورونتو فالكونز (1967-1968) إلتشه (1968) ريال بتيس (1968) سانت أندريو (1969-1970) إسبانيول (1970-1971) قادش (1971-1972) سانت أندريو (1973-1974) ليفانتي (1974-1976) سانت أندريو (1976-1977) كولونيا موسكاردو (1977).

## وصلات خارجية
- فيرديناند داوتشيك على موقع الاتحاد الدولي (مؤرشف)  (الإنجليزية)
- فيرديناند داوتشيك على موقع قاعدة بيانات كرة القدم.إي يو (الإنجليزية)
- فيرديناند داوتشيك على موقع ناشيونال فوتبول تيمز (الإنجليزية)
- فيرديناند داوتشيك على موقع عالم كرة القدم.نت (الإنجليزية)

- سيرة ذاتية